# ソールインパクト
ソールインパクトは、日本の競走馬である。

## 戦績

### 2歳時
2歳の8月に新潟競馬場で初出走し、2着2度の後東京競馬場での未勝利戦で勝利する。その後、GIII東京スポーツ杯2歳ステークスで3着、GIIホープフルステークスで4着と好走を見せる。

### 3歳時
3歳となった2015年はGIII京成杯で4着も、以降は重賞での掲示板入りもなく500万円以下の条件戦でも未勝利が続く。

### 4-8歳時
4歳となった3月の500万円以下で勝利を果たすと、続く1000万円以下でも連勝を果たす。その後は1000万円以下の条件戦に5度出走もこの年は以降未勝利に終わる。翌年は6月の芦ノ湖特別で勝利すると、次走の七夕賞で3着に入着する。その後条件戦を2戦挟んだアルゼンチン共和国杯では2着と好走を見せた。以降は長距離を中心に出走し、2018年にはオーストラリアでGIコーフィールドカップとGIIIレクサスステークスに出走した。2020年8月2日の関越ステークス13着を最後に現役を引退した。
2021年から千葉県・北総ファームで種牡馬入り。

## 血統表
| ソールインパクトの血統                    | ソールインパクトの血統                                 | ソールインパクトの血統             | （血統表の出典）                   | （血統表の出典） |
| 父系                                      | ヘイロー系（サンデーサイレンス系）                     | ヘイロー系（サンデーサイレンス系） | ヘイロー系（サンデーサイレンス系） | [ § 2 ]          |
| 父 ディープインパクト 2002 鹿毛           | 父の父*サンデーサイレンス Sunday Silence 1986 青鹿毛   | Halo                               | Hail to Reason                     | Hail to Reason   |
| 父 ディープインパクト 2002 鹿毛           | 父の父*サンデーサイレンス Sunday Silence 1986 青鹿毛   | Halo                               | Cosmah                             |                  |
| 父 ディープインパクト 2002 鹿毛           | 父の父*サンデーサイレンス Sunday Silence 1986 青鹿毛   | Wishing Well                       | Understanding                      | Understanding    |
| 父 ディープインパクト 2002 鹿毛           | 父の父*サンデーサイレンス Sunday Silence 1986 青鹿毛   | Wishing Well                       | Mountain Flower                    |                  |
| 父 ディープインパクト 2002 鹿毛           | 父の母*ウインドインハーヘア Wind in Her Hair 1991 鹿毛 | Alzao                              | Lyphard                            | Lyphard          |
| 父 ディープインパクト 2002 鹿毛           | 父の母*ウインドインハーヘア Wind in Her Hair 1991 鹿毛 | Alzao                              | Lady Rebecca                       |                  |
| 父 ディープインパクト 2002 鹿毛           | 父の母*ウインドインハーヘア Wind in Her Hair 1991 鹿毛 | Burghclere                         | Busted                             | Busted           |
| 父 ディープインパクト 2002 鹿毛           | 父の母*ウインドインハーヘア Wind in Her Hair 1991 鹿毛 | Burghclere                         | Highclere                          |                  |
| 母 *クリームオンリー Cream Only 2004 芦毛 | 母の父Exchange Rate 1997 芦毛                          | Danzig                             | Northern Dancer                    | Northern Dancer  |
| 母 *クリームオンリー Cream Only 2004 芦毛 | 母の父Exchange Rate 1997 芦毛                          | Danzig                             | Pas de Nom                         |                  |
| 母 *クリームオンリー Cream Only 2004 芦毛 | 母の父Exchange Rate 1997 芦毛                          | Sterling Pound                     | Seeking the Gold                   | Seeking the Gold |
| 母 *クリームオンリー Cream Only 2004 芦毛 | 母の父Exchange Rate 1997 芦毛                          | Sterling Pound                     | Spectacular Bev                    |                  |
| 母 *クリームオンリー Cream Only 2004 芦毛 | 母の母Raspberry Eggcream 1996 栗毛                     | Time for a Change                  | Damascus                           | Damascus         |
| 母 *クリームオンリー Cream Only 2004 芦毛 | 母の母Raspberry Eggcream 1996 栗毛                     | Time for a Change                  | Resolver                           |                  |
| 母 *クリームオンリー Cream Only 2004 芦毛 | 母の母Raspberry Eggcream 1996 栗毛                     | Vennila Cream                      | Valid Appeal                       | Valid Appeal     |
| 母 *クリームオンリー Cream Only 2004 芦毛 | 母の母Raspberry Eggcream 1996 栗毛                     | Vennila Cream                      | Redundancy                         |                  |
| 母系(F-No.)                               | クリームオンリー(USA)系(FN:4-r)                        | クリームオンリー(USA)系(FN:4-r)    | クリームオンリー(USA)系(FN:4-r)    | [ § 3 ]          |
| 5代内の近親交配                           | Northern Dancer 4x5=9.38%                              | Northern Dancer 4x5=9.38%          | Northern Dancer 4x5=9.38%          | [ § 4 ]          |
| 出典                                      | 1. 2. 3. 4.                                            | 1. 2. 3. 4.                        | 1. 2. 3. 4.                        | 1. 2. 3. 4.      |